# 神田橋條治
神田橋 條治（かんだばし じょうじ、1937年2月5日 - ）は、日本の医学者・精神科医・精神分析家。学位は、医学博士。

## 来歴
- 1937年 - 鹿児島県姶良郡加治木町に生まれる
- 1961年 - 九州大学医学部卒業
- 1961年 - 1984年 - 九州大学医学部精神神経科助手。後に講師
- 1971年 - 1972年 - モーズレイ病院ならびにタビストック・クリニックに留学
- 1984年 - 鹿児島市伊敷病院医員。後に副院長。現在伊敷病院非常勤[1][3]

## 人物
九州大学精神神経科にて長年、精神分析療法を専攻。1971年から1年間、モーズレイ病院ならびにタビストック・クリニックに留学。専門は精神分析、精神療法。その力点は内省療法、さらに対話精神療法であったが、現在は雑談精神療法を目指していると言う。精神療法の達人として知られる。

## 学会
- 日本精神分析協会正会員

## 著書

### 単著
- 『精神科診断面接のコツ(追補)』 岩崎学術出版社、1984年（追補版1994年）
- 『発想の航跡 神田橋條治著作集』 岩崎学術出版社、1988年
- 『精神療法ー神経症（異常心理学講座9巻）』 みすず書房、1989年
- 『精神療法面接のコツ』 岩崎学術出版社、1990年
- 『治療のこころ1-38』 花クリニック 神田橋研究会、1992-2025年
- 『対話精神療法の初心者への手引』 花クリニック 神田橋研究会、1997年
- 『精神科養生のコツ』 岩崎学術出版社、1999年（改訂版2009年）
- 『青竹踏み健康法』 花クリニック 神田橋研究会、2002年
- 『発想の航跡2 神田橋條治著作集』 岩崎学術出版社、2004年
- 『「現場からの治療論」という物語-古希記念』 岩崎学術出版社、2006年
- 『対話精神療法の臨床能力を育てる』 花クリニック 神田橋研究会、2007年
- 『ちばの集い1-8』 ちば心理教育研究所、2007-2023年
- 『「本」を遊ぶ - 神田橋條治書評集』 創元社、2009年
- 『精神医学の知と技 技を育む』中山書店、2011年
- 『神田橋條治 精神科講義』 創元社、2012年
- 『神田橋條治 医学部講義』 創元社、2013年
- 『治療のための精神分析ノート』創元社、2016年
- 『発達障害をめぐって 発想の航跡 別巻』岩崎学術出版社、2018年
- 『心身養生のコツ』岩崎学術出版社、2019年
- 『聴く、かたる 発想の功績 別巻2 －講演集－』岩崎学術出版社、2020年
- 『神田橋條治が教える 心身養生のための経絡・ツボ療法』創元社、2020年
- 『「心身養生のコツ」補講50』岩崎学術出版社、2021年
- 『「心身養生のコツ」補講51～104』岩崎学術出版社、2022年
- 『精神援助技術の基礎訓練』岩崎学術出版社、2023年
- 『心身養生、もっと工夫を』岩崎学術出版社、2023年
- 『精神科治療のコツ』岩崎学術出版社、2024年

### 共著
- 『対話の技 資質により添う心理援助』 （井上信子）、新曜社、2001年
- 『精神科における養生と薬物 対談』 （八木剛平）、診療新社、2002年
- 『不確かさの中を 私の心理療法を求めて』 （滝口俊子）、創元社、2003年
- 『対話の世界 心理援助から「いのち」の教育へ』 （井上信子）、新曜社、2004年
- 『スクールカウンセリングモデル100例 読み取る。支える。現場の工夫。』 （かしまえりこ）、創元社、2006年
- 『精神科薬物治療を語ろう?精神科医からみた官能的評価』 （兼本浩祐、熊木徹夫）、日本評論社、2007
- 『療育技法マニュアル第18集 発達障害とのかかわり』 （広瀬宏之）、小児療育相談センター、2009年
- 『うつ病治療-現場の工夫より』（原田誠一、渡邊衡一郎、菊地俊暁）メディカルレビュー社、2010年
- 『発達障害は治りますか？』（岩永竜一郎、愛甲修子、藤家寛子） 花風社、2010年
- 『ともにある 1 - 神田橋條治 由布院・緩和ケアの集い』（三木浩司、西巻美幸、栗原幸江、井上実穂）木星舎、2012年
- 『ともにある 2 - 神田橋條治 由布院・緩和ケアの集い』（加藤真樹子、柄澤祐可、宮崎美智恵、矢永由里子）木星舎、2012年
- 『ともにある 3 - 神田橋條治 由布院・緩和ケアの集い』（二ノ坂保喜 加藤真樹子 栗原 幸江 伊藤 恵子）木星舎、2013年
- 『ともにある 4 - 神田橋條治 由布院・緩和ケアの集い』（富田伸 三木浩司 服巻豊 上原久美子）木星舎、2014年
- 『私の臨床精神医学 九大精神科講演録』（神庭重信ほか）創元社、2014年
- 『ともにある 5 - 神田橋條治 由布院・緩和ケアの集い』（栗原幸江 井上美穂 柄澤祐可 加藤真樹子）木星舎、2016年
- 『精神科医と整体師の技術対話 いのちはモビール 心から 身体から』（白柳直子）木星舎、2017年
- 『神田橋條治の精神科診察室』（白柳直子）IAP出版、2018年
- 『心と身体といのちのこと』（白柳直子）IAP出版、2020年
- 『スクールカウンセラーへの助言100』 （かしまえりこ）、創元社、2021年
- 『どこへ行こうか、心理療法　神田橋條治対談集』（成瀬悟策 村山正治 増井武士 かしまえりこ 藤原勝紀）、創元社、2022年

### 訳書
- 『精神分裂病の精神分析技法と理論』 H.スポトニッツ、岩崎学術出版社、1974年（共訳）
- 『想像と現実』 C.ライクロフト、岩崎学術出版社、1979年（共訳）
- 『自由連想過程として方法として』 A.クリス、岩崎学術出版社、1987年（共訳）
- 『原初なる一を求めて転移神経症と転移精神病』 M.リトル、岩崎学術出版社、1998年（溝口純二共訳）
- 『治療の行き詰まりと解釈精神分析療法における治療的／反治療的要因』 H.ローゼンフェルト、誠信書房、2001年（共訳）
- 『転移分析理論と技法』 M.ギル、金剛出版、2006年（共訳）
- 『ウィニコットとの精神分析の記録【新装版】精神病水準の不安と庇護』 M.リトル、岩崎学術出版社、2009年

## その他
- 神田橋條治はフラッシュバック治療に桂枝加芍薬湯と四物湯を処方した。この処方は「神田橋処方」と呼ばれている[5][6][7][8][9]。変法として、四物湯を十全大補湯と、桂枝加芍薬湯を小建中湯や桂枝加竜骨牡蛎湯などと入れ替えるものがある[10]。

## 関連人物
- 土居健郎
- 前田重治
- 西園昌久
- 笠原嘉
- 中井久夫
- 牛島定信
- 成田善弘